# Иван Арсов
Иван Арсов е български футболист, който играе като защитник за Септември (София).

## Кариера

### Септември София
Дебютира официално за Септември (София) на 24 ноември 2018 г. срещу Черно море (Варна).

### Пирин Разлог
Играе под наем в клуба от 2019 до 2020 като записва 15 мача, в които вкарва 1 гол.

## Национална кариера
Записва 2 мача за България до 19, в които не успява да вкара.